# Erynniola atricolor
Erynniola atricolor là một loài ruồi trong họ Tachinidae.